# Town of Cambridge
Town of Cambridge är en kommun i Australien. Den ligger i delstaten Western Australia, nära delstatshuvudstaden Perth. Antalet invånare var 26 783 vid folkräkningen 2016. Arean är 22,0 kvadratkilometer.
Följande samhällen finns i Town of Cambridge:
- Wembley
- City Beach
- West Leederville